# Tachikawa Ki-36
Die Tachikawa Ki-36 (alliierter Codename Ida) war ein Verbindungsflugzeug der Kaiserlich Japanischen Heeresluftstreitkräfte während des Zweiten Weltkriegs. Die Ki-36 war ein einmotoriger zweisitziger Tiefdecker mit nicht einziehbarem Spornradfahrwerk.

## Entwicklung
Am 20. April 1938 flog der Prototyp, ausgerüstet mit einem 336 kW starken Hitachi Ha-13-Motor erstmals. In Vergleichsflügen zeigte die Ki-36 bessere Leistungen als die Mitsubishi Ki-35. Die Ki-36 erhielt die Bezeichnung Typ 98-Verbindungsflugzeug und wurde ab November 1938 in Serie gebaut. Im Januar 1944 wurde die Produktion nach insgesamt 1334 gebauten Flugzeugen eingestellt.

## Einsatzhistorie
Die Ki-36 wurde zunächst erfolgreich in China eingesetzt. Im Pazifikkrieg zeigte sich jedoch eine erhebliche Verletzbarkeit durch gegnerische Jagdflugzeuge. Daraufhin wurden die Flugzeuge wieder nach China verlegt.
Gegen Ende des Krieges wurde die K-36 mit einer intern montierten 500-kg-Bombe als Kamikaze-Flugzeug eingesetzt.

## Varianten
Ki-55
Schulflugzeug-Version.
Ki-72
Eine weiterentwickelte Version mit 447 kW leistendem Ha-38-Motor und einziehbarem Fahrwerk, die jedoch nicht mehr gebaut wurde.

## Betreiber
Volksrepublik China
- Die Luftstreitkräfte der Volksrepublik China setzten nach dem Krieg bis in die 1950er-Jahre hinein zwei Ki-36 als Schulflugzeuge ein.

 Frankreich
- Vier erbeutete Maschinen wurden nach dem Zweiten Weltkrieg von der Armée de l’air in Indochina eingesetzt.[1]

 Indonesien
- Indonesische People’s Security Force

 Japan
- Luftstreitkräfte des Kaiserlich Japanischen Heeres

 Thailand
- Thailändische Luftwaffe

## Technische Daten
| Kenngröße             | Daten |
| --------------------- | --- |
| Besatzung             | 2 |
| Länge                 | 8,00 m |
| Spannweite            | 11,80 m |
| Höhe                  | 3,64 m |
| Flügelfläche          | 20 m² |
| Flügelstreckung       | 7,0 |
| Leermasse             | 1247 kg |
| max. Startmasse       | 1660 kg |
| Reisegeschwindigkeit  | 235 km/h |
| Höchstgeschwindigkeit | 348 km/h |
| Gipfelhöhe            | 8150 m |
| Reichweite            | 1235 km |
| Triebwerke            | ein Sternmotor Hitachi Ha-13a; 380 kW (517 PS) |
| Bewaffnung            | ein starr nach vorne gerichtetes 7,7-mm-MG, ein bewegliches 7,7-mm-MG im hinteren Cockpit, bis zu 150 kg Bombenzuladung an einer externen Bombenaufhängung |